# Kingsland (Geòrgia)
Kingsland és una població dels Estats Units a l'estat de Geòrgia. Segons el cens del 2000 tenia 10.506 habitants.

## Demografia
Segons el cens del 2000, Kingsland tenia 10.506 habitants, 3.620 habitatges, i 2.722 famílies. La densitat de població era de 242,5 habitants/km².
Dels 3.620 habitatges en un 50,1% hi vivien nens de menys de 18 anys, en un 60,4% hi vivien parelles casades, en un 11% dones solteres, i en un 24,8% no eren unitats familiars. En el 19% dels habitatges hi vivien persones soles el 3,3% de les quals corresponia a persones de 65 anys o més que vivien soles. El nombre mitjà de persones vivint en cada habitatge era de 2,9 i el nombre mitjà de persones que vivien en cada família era de 3,34.
Per edats la població es repartia de la següent manera: un 34,8% tenia menys de 18 anys, un 10,1% entre 18 i 24, un 38,5% entre 25 i 44, un 13% de 45 a 60 i un 3,6% 65 anys o més.
L'edat mediana era de 28 anys. Per cada 100 dones de 18 o més anys hi havia 98,4 homes.
La renda mediana per habitatge era de 41.303 $ i la renda mediana per família de 44.708 $. Els homes tenien una renda mediana de 32.795 $ mentre que les dones 20.856 $. La renda per capita de la població era de 14.997 $. Entorn del 8,1% de les famílies i el 9,6% de la població estaven per davall del llindar de pobresa.

## Poblacions més properes
El següent diagrama mostra les poblacions més properes.